# (1057) Wanda
(1057) Wanda – planetoida z grupy pasa głównego asteroid okrążająca Słońce w ciągu 4 lat i 334 dni w średniej odległości 2,89 au. Została odkryta 16 sierpnia 1925 roku w Obserwatorium Simejiz na górze Koszka na Półwyspie Krymskim przez Grigorija Szajna. Nazwa planetoidy pochodzi od Wandy Wasilewskiej, polskiej i radzieckiej pisarki. Według innej interpretacji nazwa pochodzi od księżniczki Wandy, córki Kraka, bohaterki polskiej legendy. Przed jej nadaniem planetoida nosiła oznaczenie tymczasowe (1057) 1925 QB.